# Mercedes-Benz W28
Mercedes-Benz W 28 (торговельне позначення: Mercedes-Benz 170 H) був подальшим розвитком задньомоторного Mercedes-Benz W 23 Typ 130, що включав деталі від передньомоторного Mercedes-Benz W 136 Typ 170 V. Він вироблявся з 1936 по 1939 рік.

## Історія

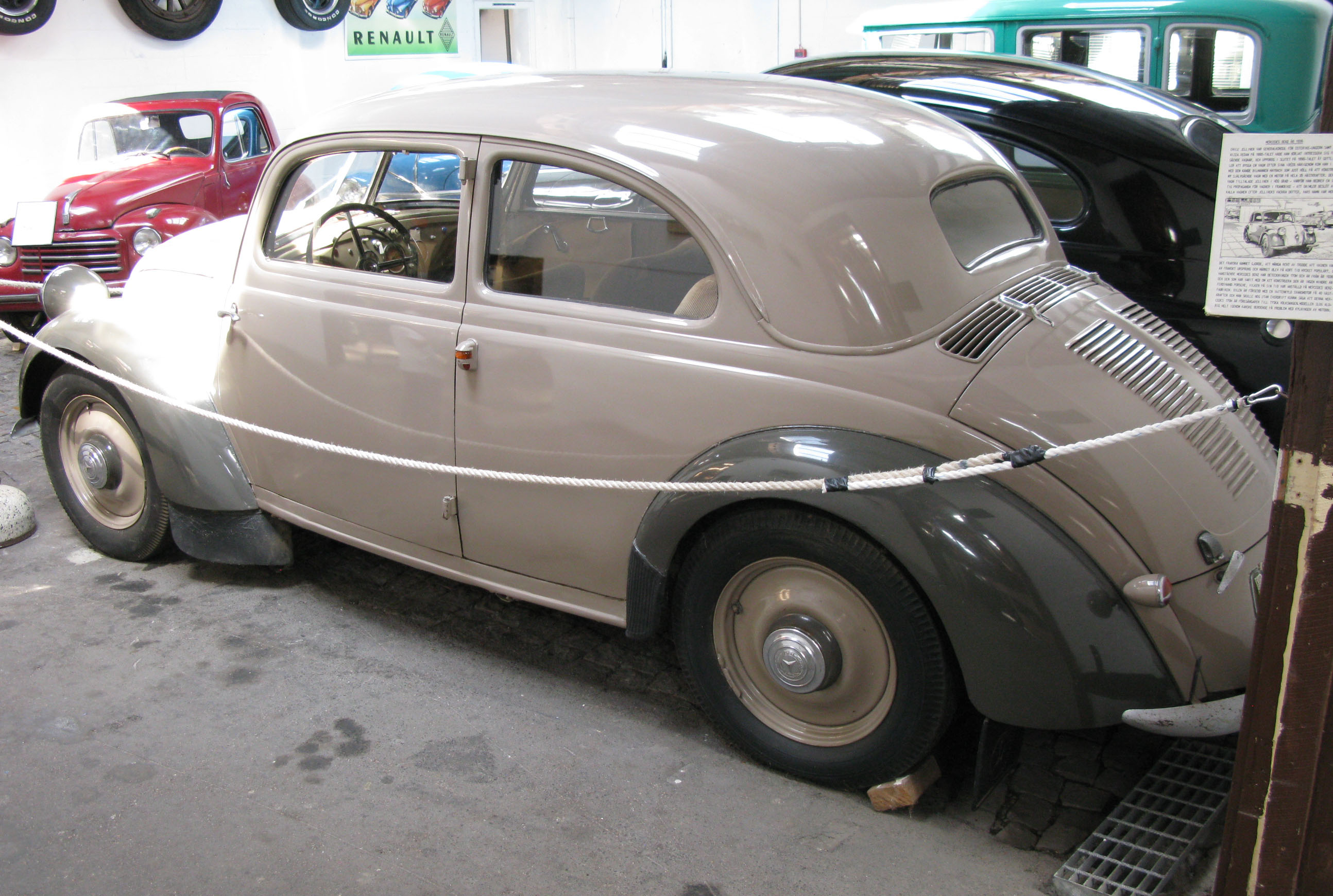

Автомобіль був представлений на Міжнародній виставці автомобілів та мотоциклів (IAMA) у Берліні в лютому 1936 року разом зі своєю сестринською моделлю Type 170 V та більшою дизельною моделлю Mercedes-Benz W 138 260 D. Автомобілі були більш розкішно оснащені, ніж їхня сестринська модель з переднім розташуванням двигуна, і, за ціною 4350 рейхсмарок, були на 15 % дорожчими. У 1939 році задньомоторні автомобілі були зняті з виробництва без наступника через війну та недостатній попит.

## Двигун і трансмісія
Mercedes-Benz 170 H мав поздовжньо розташований рядний чотирициліндровий двигун з боковим розташуванням клапанів. Двигун об'ємом 1697 см3 видавав 38 к.с. (28 кВт) при 3400 об/хв, що еквівалентно передньомоторній моделі 170 V. Як і у попередника, чотириступінчаста коробка передач з підвищувальною передачею була розташована перед задньою віссю.

## Шасі
Ззаду було встановлено маятникову вісь з пружинами. Передні колеса були безвісно підвішені на двох поперечних листових ресорах (незалежна підвіска). Це означало, що конструкція була такою ж, як і у попередньої моделі 130. Порівняно з передньомоторною моделлю 170 V, керованість була гіршою через важке заднє шасі.

## Версії кузова
Автомобілі були доступні як седан або кабріолет. Усі кузови мали двоє дверей, що відчинялися ззаду. Багажник 170 H у передній частині автомобіля був значно меншим, ніж задній багажник його спорідненої моделі, 170 V. 170 H також послужив основою для аеродинамічно оптимізованого Schlörwagen, названого на честь його конструктора.